# Caminreal
Caminreal – gmina w Hiszpanii, w prowincji Teruel, w Aragonii, o powierzchni 44,39 km². W 2011 roku gmina liczyła 735 mieszkańców.